# Cimérios
Os cimérios (em grego:  Κιμμέριοι, Kimmerioi) foram um antigo povo indo-europeu que viveu ao norte do Cáucaso e do mar de Azov por volta de 1300 a.C., até que foram expulsos para o sul, pelos citas, chegando à Anatólia por volta do século VIII a.C. Linguisticamente costumam ser classificados como iranianos, ou, possivelmente, trácios governados por uma classe dominante iraniana.
Após seu êxodo das estepes pônticas, os cimérios provavelmente saquearam Urartu, por volta de 714 a.C., porém em 705 a.C., após serem repelidos por Sargão II da Assíria, rumaram para a Anatólia, onde, entre 696 e 695, conquistaram a Frígia. Em 652 a.C., após conquistar Sárdis, capital da Lídia, onde atingiram o ápice de seu poder. Seguiu-se então um período de rápido declínio, até sua derrota final, entre 637 e 626, quando foram derrotados pelo rei lídio Alíates. Deixam então de ser mencionados pelas fontes históricas, porém provavelmente a esta altura já teriam se fixado na Capadócia.

## História

### Origem
A origem dos cimérios é incerta.  Supostamente teriam algum tipo de parentesco com povos que falavam línguas iranianas ou trácias, ou que ao menos teriam sido governados por uma elite iraniana.
De acordo com o historiador grego Heródoto, do século V a.C., os cimérios habitavam originalmente a região ao norte do Cáucaso e do Mar Negro, durante os séculos VIII e VII a.C., na atual Ucrânia e Rússia. A arqueóloga alemã Renate Rolle argumentou, no entanto, que ninguém ainda demonstrou com evidências arqueológicas a presença dos cimérios nas partes meridionais da Rússia.
Embora o artigo de 2006 da Encyclopædia Britannica corrobore Heródoto — ainda que afirmando que "[os cimérios] provavelmente habitavam a região ao norte do Mar Negro, porém as tentativas de se definir sua terra de origem de maneira mais precisa, através de métodos arqueológicos, ou de até mesmo se fixar com precisão a data de sua expulsão daquela região pelos citas, ainda não foram totalmente bem-sucedidas" — estudos acadêmicos recentes utilizaram-se de documentos que datam de séculos antes de Heródoto, tais como relatórios feitos a Sargão, para apontar que estas obras situavam os cimérios a sul, e não a norte do Mar Negro.
Acadêmicos dos séculos XIX e XX também se basearam nos relatos de Heródoto, porém as descobertas de Sir Henry Layard nos arquivos reais de Nínive e Cale permitiram o estudo de ainda mais material anterior (em muitos séculos) à obra do historiador grego.  O registro arqueológico assírio aponta que os cimérios, e a terra de Gamir, localizavam-se a pouca distância de Urartu (um reino da Idade do Ferro cujo epicentro era ao redor do lago de Vã, no Planalto Armênio), ao sul do Cáucaso. Relatórios de inteligência militar de Sargão II do século VIII a.C. descrevem como os cimérios ocupavam territórios ao sul do Mar Negro.

### Primeira aparição histórica

Invasões cimérias da Cólquida, Urartu e Assíria (715–713 a.C.).

O primeiro registro histórico dos cimérios se dá nos anais assírios, no ano de 714 a.C.; eles descrevem como um povo denominado Gimirri ajudou as tropas de Sargão II a derrotar o reino de Urartu. Sua terra de origem, chamada no texto de Gamir ou Uishdish,[carece de fontes?] parece ter se localizado dentro do "estado tampão" de Manas (Mannai ou Mannae). O geógrafo grego Ptolemeu, escrevendo nos séculos I-II d.C., situou a cidade ciméria de Gomara nesta região. Após as conquistas da Cólquida e da Ibéria, ocorridas no primeiro milênio a.C., os cimérios também passaram a ser conhecidos como Gimirri no idioma georgiano. De acordo com historiadores da Geórgia, os cimérios tiveram um papel de grande influência no desenvolvimento da cultura colca e ibérica. A palavra georgiana para "herói", გმირი, gmiri, vem do termo Gimirri, que se referia aos cimérios que habitaram a região após as primeiras conquistas.
Alguns autores modernos afirmam que entre os cimérios estavam mercenários, chamados pelos assírios de Khumri, que haviam sido despachados para aquela região por Sargão. Relatos gregos posteriores descrevem os cimérios tendo habitado anteriormente as estepes situadas entre os rios Tiras (atual Dniestre) e Tánais (atual Don). Fontes gregas e mesopotâmicas mencionam diversos reis cimérios, entre eles Tugdamme (Ligdamis, em grego; meados do século VII a.C.) e Sandakhshatra (final do século VII a.C.).
Um povo "mítico" também chamado de cimério é descrito nos livros XI e XIV da Odisseia, de Homero; eles habitariam além do Oceano, numa terra envolta em névoa e escuridão, na beira do mundo dos vivos, próximo à entrada do Hades. Provavelmente não tinham qualquer relação com os cimérios do Mar Negro.
De acordo com as Histórias, de Heródoto (c. 440 a.C.), os cimérios teriam sido expulsos das estepes pelos citas. Para se asseguraram de que seriam sepultados em sua terra ancestral, os homens da família real ciméria se dividiam em grupos e combatiam até à morte. Já os cimérios das classes populares eram enterrados ao longo do rio Tiras, enquanto fugiam do avanço cita, cruzando o Cáucaso e chegando à Anatólia.
Os assírios registraram as migrações dos cimérios, já que seu antigo rei, Sargão II, havia sido morto em combate contra eles em 705 a.C. Registros posteriores indicam que os cimérios teriam conquistado a Frígia entre 696 e 695 a.C., o que fez com que o rei frígio Midas preferisse o suicídio, ingerindo veneno, do que ser capturado por eles. Em 679 a.C., durante o reinado de Assaradão da Assíria, eles atacaram a Cilícia e Tabal, então comandados por seu novo rei, Teushpa. Assaradão teria derrotado-os nos arredores de Hubushna.[carece de fontes?]
Em 654 ou 652 a.C. – a data exata não é conhecida com exatidão – os cimérios teriam atacado o reino da Lídia, assassinando o rei lídio Giges, e destruindo a capital lídia de Sárdis. Dez anos mais tarde eles realizaram uma nova incursão na mesma cidade, durante o reinado do filho de Giges, Árdis II; desta vez conseguiram conquistar a cidade, com a exceção de sua cidadela. A queda de Sárdis representou um grande choque para as potências regionais da época; os poetas gregos Calino e Arquíloco registraram o temor que os cimérios inspiravam, à época, nas colônias gregas da Jônia, muitas das quais já haviam sido atacadas por saqueadores cimérios e treros.[carece de fontes?]
A ocupação cimérica da Lídia, no entanto, teve curta duração, provavelmente devido a alguma epidemia. Entre 637 e 626 a.C. foram derrotados por Alíates II da Lídia; esta derrota marcou, na prática, o fim do poder cimério. O termo Gimirri foi usado um século depois, na Inscrição de Beistum (c. 515 a.C.) como um equivalente babilônio dos sacas (citas) mencionados pelos persas. Com a exceção desta menção, os cimérios desaparecem por completo dos relatos históricos, e seu destino se torna desconhecido; especula-se que tenham se fixado na Capadócia, conhecida em armênio como Գամիրք, Gamir-kʿ (mesmo nome dado à terra natal dos cimérios em Manas).[carece de fontes?]

### Possíveis descendentes
Heródoto acreditava que os cimérios e os trácios eram parentes próximos, e que ambos habitavam originalmente a costa setentrional do Mar Negro, de onde teriam sido expulsos por volta de 700 a.C. por invasores vindos do Oriente. Enquanto os cimérios teriam então partido de sua terra natal para o leste e o sul, cruzando o Cáucaso, os trácios teriam migrado para o sudoeste, adentrando os Bálcãs, onde estabeleceram então uma cultura duradoura e bem-sucedida. Os tauros, habitantes originais da Crimeia, por vezes são identificados como tendo parentesco com os cimérios e, posteriormente, com os tauriscos.
Alguns historiadores pré-modernos afirmam que os cimérios seriam antepassados dos celtas ou dos povos germânicos, utilizando como argumento a semelhança do termo latino Cimmerii com cimbros (cimbri, antigo povo germânico) ou Cymry (nome do País de Gales em galês). É improvável, no entanto, que tanto o proto-celta quanto o proto-germânico tenham entrado na Europa Ocidental no final do século VII a.C.; a formação de ambos costuma estar associada às culturas Urnfield, da Idade do Bronze, e à Idade do Bronze Nórdica, respectivamente. Não é inconcebível, no entanto, que migração "traco-ciméria" de pequena escala (em termos populacionais) ocorrida no século VIII possa ter desencadeado mudanças culturais que contribuíram para que a cultura Urnfield se transformasse na cultura de Hallstatt C, trazendo consigo o advento da Idade do Ferro europeia. Posteriormente, estes grupos cimérios restantes poderiam ter se deslocado e atingido os países nórdicos e o rio Reno. Um exemplo seria justamente a tribo dos cimbros, cuja origem estaria na região de Himmerland (em dinamarquês antigo, Himber sysæl), no norte da Dinamarca.
A etimologia de Cymro "galês" (plural: Cymry), associada aos cimérios por celtistas do século XVII, é tida pelos linguistas que estudam os idiomas celtas atualmente como um derivado do termo britônico *kom-brogos, que significa "compatriotas", (ou seja, outros britões, ao contrário de outros habitantes das ilhas Britânicas, como os anglo-saxões).

## Menções na mitologia de outros povos
Nas fontes surgidas a partir dos Anais Reais Frâncicos, os reis merovíngios dos francos tradicionalmente apontavam a origem de sua linhagem a uma tribo pré-frâncica conhecida como sicambros (Sicambri ou Sugambri, em latim), mitificadas como "cimérios" cuja origem seria a foz do Danúbio, mas que na realidade teriam vindo da região de Guéldria, nos atuais Países Baixos, cujo nome tem a mesma origem do rio Sieg. Ou que se teriam originado dos Cimbros com os nomes de seus chefes acabarem no mesmo sufixo -rix.
Outra associação possível entre os cimérios dos rios Tiras e Tánais e os países nórdicos e, possivelmente, os sicambros do baixo Reno, estaria no fato de que a rota oriental do âmbar era uma rota comercial que ligava o Mar Báltico e o Mar Negro, e através do qual diversas culturas foram difundidas. Esta rota já estaria em plena atividade por volta de 1800 a.C., e cruzava os rios Dniepre, Pripyat, Bug Ocidental e o Vístula. Também existem evidências arqueológicas no sul da Escandinávia de que uma cultura invasora estava chegando à costa do Mar Báltico por volta de 1 200 a.C., aproximadamente o mesmo período do início da Idade do Bronze Nórdica. Esta cultura recém-chegada teria abrangido um território que ia do estuário do Vístula até a Escânia, Zelândia, Fiônia e Himmerland, na Jutlândia do Norte e na Heligolândia, um arco que contém os depósitos mais ricos de âmbar da Europa. Graças ao cartógrafo grego Pitéas, de Massília, que escreveu por volta de 330 a.C., este arco seria habitado por um povo conhecido como gotões (Gotones). Pitéas também menciona que estes gotões eram vizinhos dos teutões (teutones) que habitavam as regiões das atuais Jutlândia do Sul e Holstein. Também sabe-se que Plínio, o Velho, escrevendo em 79 d.C., afirmou que a faixa de terra entre o estuário do Vístula e o Mar Negro era chamada de Cítia; é possível, logo, que tenha existido uma elite de cavaleiros cimérios que se apossou deste depósito de âmbar báltico entre 1200 e 1000 a.C., e que posteriormente teriam dado origem ou influenciado os gotões, teutões e cimbros - bem como, posteriormente, os próprios sicambros. Outros indicadores apontam para o prefixo 'Cim', que poderia ser cognato do proto-indo-europeu *khim, a provável origem dos termos home, em inglês, e heim, no nórdico antigo ("lar", "casa"). A segunda parte da palavra, 'mer', poderia significar "mar", indicando possivelmente uma terra de origem nas proximidades do Mar Negro, ou "grande" (como no gótico 'Waldamar').
O nome bíblico "Gomer" também foi associado por algumas fontes aos cimérios.

## Língua
Apenas alguns poucos nomes pessoais da língua ciméria sobreviveram, em inscrições assírias:
- Te-ush-pa-a; de acordo com o linguista húngaro János Harmatta, o nome remontaria ao antigo iraniano Tavis-paya,  "inchado de força".[4] Mencionado nos anais de Assaradão (Essaradom), ele foi comparado a Tessube, divindade da guerra hurrita;[carece de fontes?] outros, no entanto, o interpretaram como sendo um nome iraniano, comparando-o ao nome aquemênida Teispes (Heródoto, 7.11.2).

- Dug-dam-mei (Dugdammê), rei dos Ummân-Manda (nômades), aparece numa oração de Assurbanipal a Marduque, num fragmento exposto no Museu Britânico. De acordo com Harmatta, ele remontaria ao iraniano Duγda-maya, "que dá felicidade".[4] Também é grafado como Dugdammi e Tugdammê. O arqueólogo americano Edwin M. Yamauchi também interpretou o nome como sendo iraniano, citando o osseta Tux-domæg, "que governa com força".[19] O nome aparece como Lygdamis em Estrabão (1.3.21).

- Sandaksatru, filho de Dugdamme. Esta seria uma leitura iraniana do nome, e, segundo o indo-europeísta austríaco Manfred Mayrhofer[20] o nome também poderia ser lido como Sandakurru. Mayrhofer também rejeita a interpretação de "com regência pura", alegando que ela seria uma mistura de iraniano e indo-ariano. Askol'd Igorevich Ivanchik sugere uma associação com a divindade anatólica Sanda. Já para Harmatta, o nome remontaria ao antigo iraniano Sanda-Kuru, "Filho Esplêndido".[4] Kur/Kuru ainda é usado no sentido de "filho" no idioma curdo, e, no persa, na forma modificada korr, para designar o filho do sexo masculino de uma égua.

Alguns estudiosos tentaram associar diversos topônimos com possíveis origens cimérias. Sugeriu-se, por exemplo, que o nome da Crimeia viria dos cimérios, O nome, no entanto, remonta ao termo tártaro da Crimeia (turcomano) qırım ("minha estepe", "monte"), enquanto a península em si era conhecida na Antiguidade como Táurica, "península dos tauros". (Estrabão 7.4.1; Heródoto 4.99.3, Amiano Marcelino 22.8.32).
Com base nas antigas fontes históricas gregas, presume-se uma associação trácia ou celta. De acordo com o historiador alemão Carl Ferdinand Friedrich Lehmann-Haupt, o idioma dos cimérios poderia ser um "elo perdido" entre o trácio e os idiomas iranianos.

## Arqueologia
- Cultura Koban (Norte do Cáucaso, séculos XII a IV a.C.)
- Cultura Cernogorovka (séculos IX a VIII a.C.)
- Cultura Novocerkassk (séculos VIII a VII a.C., entre o rio Danúbio e o Volga)

## Linha do tempo
- 721–715 a.C. – Sargão II menciona uma terra chamada Gamirr, próxima a Urartu.
- 714 a.C. – suicídio de Rusas I de Urartu, após ser derrotado pelos assírios e cimérios.
- 705 a.C. – Sargão II da Assíria morre durante uma expedição contra os Kulummu.
- 695 a.C. – cimérios destroem a Frígia, morte do rei Midas.
- 679/678 a.C. – Gimirri, governados por Teushpa, invadem a Assíria a partir de Hubuschna (Capadócia?). Assaradão da Assíria derrota-os em combate.
- 676-674 a.C. – cimérios invadem e destroem a Frígia, chegando à Paflagônia.
- 654 ou 652 a.C. – Giges da Lídia morre durante combate contra os cimérios. Sárdis é saqueada; cimérios e treros saqueiam colônias jônias.
- 644 a.C. – cimérios ocupam Sárdis, porém logo a abandonam.
- 637-626 a.C. – cimérios são derrotados por Alíates II.
- c. 515 a.C. – último registro histórico dos cimérios, na Inscrição de Beistum, de Dario da Pérsia.

## Na ficção
O escritor americano Robert E. Howard utilizou o nome de "Ciméria" e "cimérios" para descrever o povo do qual seu personagem mais conhecido, Conan, o Bárbaro, seria um descendente. O povo retratado nos livros de Conan apresentam apenas uma semelhança leve com os cimérios históricos, e Howard jamais alegou qualquer precisão histórica ao retratá-los.
O episódio 10 da série de ficção científica Stargate se passa no planeta Cimmeria (P3X-974), um planeta habitado por descendentes de viquingues - o que faz com que estes "cimérios" tenham ainda menos semelhança com os cimérios históricos (ver Cimérios (Stargate)).
O uso da língua e da história ciméria é mencionado e ocupa uma posição metafórica central à natureza apócrifa do progresso na trama do romance Se una notte d'inverno un viaggiatore, do escritor italiano Italo Calvino. O idioma é descrito pelos personagens de Calvino como antigo e conhecido apenas por alguns poucos e seletos indivíduos, e sua utilização em escritos era alvo de teorias de conspiração.
Os contos da obra "O Vilarejo", de Raphael Montes, são baseados em um vilarejo esquecido e isolado, em que teriam sido escritos primeiramente em línguagem da Ciméria.